# Vrtovin
Vrtovin je naselje v Občini Ajdovščina v Vipavski dolini, sestavljeno iz skupka zaselkov - vasi od ceste Ajdovščina-Črniče na jugu do pobočja Kuclja opz. Čavna na severu in s središčem v Vrtovinu ob cerkvi sv. Marije oz. vznožju Brda (274 m): Čebuli, Fužina, Grželji, Guli in Stovška vas; severo v pobočju so Črmelji, Fevči, Guštini, Jama, Kocjani, Krti, Lozarji, Rebki, Subani in Šateji. Do njih drži z glavne ceste pri Gulih skozi Vrtovin stranska pot. Potok Vrtovinšček, ki izvira visoko pod Kucljem ima pritoka Čuklja in Lozarski potok ter se niže izliva v Vipavo.

## Prebivalstvo
Etnična sestava 1991:

Slovenci: 463 (100 %)

## Školj sv. Pavla
To je 250 m visok grič severno od Vrtovina in severozahodno od naselja Lozarji, kjer se konča lokalna cesta. Ker so skoraj vsa njegova pobočja strma, celo prepadna, je bil že od prazgodovine varno mesto za naselitev. Arheološke najdbe z njega segajo od antike, pa nazaj v železno, bronasto in bakreno dobo. Potem, ko so območje zavzeli Rimljani, je bila na griču vojaška postojanka, ki je predvsem varovala pomembno pot po Vipavski dolini (iz Ogleja v Emono). Tik južno, pod stenami griča, je bil takrat vodni vir (danes ga ni več), nad katerim so Rimljani zgradili kompleks vodnega stolpa in cisterne. Ruševine zgradbe, nekdaj visoke vsaj 11 m, so vidne še danes in so celo najvišje antične ruševine na ozemlju Slovenije. Vodo so v postojanko na griču nosili po strmih stopnicah, vsekanih v skalo.
Ob razpadu imperija je naselbina na griču verjetno služila kot pribežališče za romanizirano prebivalstvo pred valovi barbarskih ljudstev, ki so se selila iz Panonske nižine v severno Italijo (Goti, Langobardi, Slovani). Morda je na vršni planoti že takrat stala starokrščanska cerkvica, sedanja zgradba, posvečena sv. Pavlu, je bila zgrajena okrog leta 1500. V času turških vpadov je bil na griču spet utrjen tabor, podobno, kot pri sv. Mariji nad Vitovljami. Nato je bil kraj opuščen, cerkev pa je bila obnovljena šele leta 1947 in nazadnje 2014.